# Étienne Vidalin
Pour les articles homonymes, voir Vidalin.
Étienne Vidalin, né le 14 avril 1743 à Moulins (Allier) et mort le 23 juillet 1794 à Corquilleroy (Loiret), est un homme politique français, député en 1792-1794.

## Biographie
Issu d'une famille de marchands de Moulins, Vidalin exerce, sous l'Ancien Régime, la profession d'imprimeur à Moulins. Avec la Révolution, il se lance en politique et devient administrateur du district de Moulins. Puis il devient président du tribunal de commerce de la ville.
Le 7 septembre 1792, il est élu député suppléant de l'Allier à la Convention nationale, avec la pluralité des voix. Cependant il est appelé à siéger dès le 22 septembre, du fait de la démission du premier élu, Vernin, pour raisons de santé. 
Vidalin se signale par des positions proches de celles des Montagnards. Au procès de Louis XVI, il vote contre l'appel au peuple et pour la peine de mort. Il est absent lors du scrutin sur le sursis, car la Convention l'envoie en mission auprès de l'armée du Nord. En mai 1793, il se prononce contre la commission extraordinaire des Douze soutenue par la Gironde. En l'an II il est membre du comité des assignats et monnaies. Le 18 vendémiaire an II (9 octobre 1793), il est chargé de lever 40 000 chevaux pour l'armée du Nord. Vidalin est ensuite envoyé auprès d'une papeterie dans le département du Loiret.
Le 14 novembre 1793, il témoigne de son zèle révolutionnaire en annonçant au Comité de salut public qu'il renonce à son baptême. 
Vidalin meurt subitement en cours de mission, quelques jours avant la chute de Robespierre.
Il avait épousé le 30 janvier 1770 Marie Françoise Faure, fille de Jean Faure, maître imprimeur à Moulins. L'un de ses fils, Pierre (1775-1841), fut aussi imprimeur à Moulins.